# Kaginawa

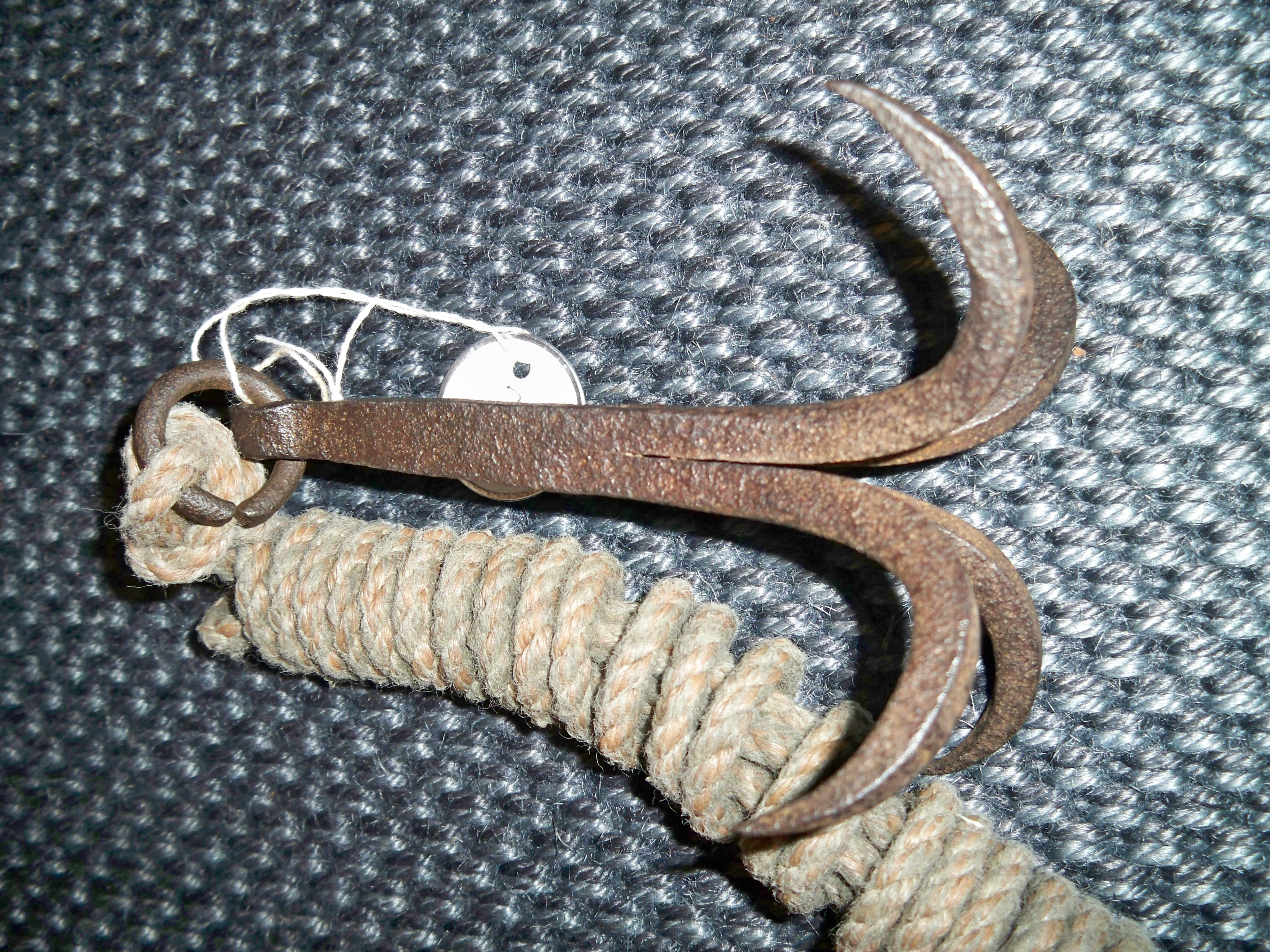
Kaginawa en fer.

Le kaginawa (鈎縄) est une espèce de grappin qui servait d'arme au Japon. Il s'agit d'un outil composé de un ou plusieurs crochets, généralement attaché à une corde ou autre filin. Il pouvait être lancé pour agripper une cible ou ligoter un prisonnier. Il était notamment utilisé par les ninjas et les samouraïs pour l'escalade.